# L'uomo del treno
L'uomo del treno (L'homme du train) è un film del 2002 di Patrice Leconte.

## Trama
Due uomini s'incontrano in una farmacia di un piccolo e desolato paese: uno è l'anziano professore in pensione Manesquier, l'altro il silenzioso ed enigmatico Milan appena sceso dal treno. Siccome Milan non sa dove alloggiare, il professore lo accoglie amichevolmente in casa propria.
A poco a poco, i due cominciano a confidarsi e a diventare amici: Milan racconta di essere solo di passaggio in città, avendo un impegno importante il sabato successivo, di aver viaggiato e di essere stato a lungo in America; Manesquier, al contrario, ha avuto un'esistenza estremamente normale, tutta dedita allo studio e all'insegnamento. Anche per il professore, come per Milan, sabato sarà una giornata importante: dovrà infatti sottoporsi ad un delicato intervento chirurgico.
Col passare dei giorni, osservando a fondo il suo ospite, Manesquier non tarda a scoprire che egli non è altro che un ladro venuto per rapinare con dei complici la banca locale. Ciò non fa altro che fargli sembrare Milan un eroe: dopo una vita piatta e noiosa, egli invidia al suo ospite di non aver potuto vivere una vita emozionante come la sua. Per contraltare, Milan gli racconta di aver sempre desiderato una vita ordinaria e tranquilla, ma "certi eventi" lo hanno costretto altrimenti. Addirittura insegnerà, al professore che lo desidera, a sparare con la pistola ai barattoli.
Dopo alterne vicende, arriva così il sabato. Per una strana coincidenza del destino, Manesquier verrà operato proprio mentre Milan compie la rapina. Ma finirà male per entrambi: il ladro verrà ferito a morte, il professore avrà una crisi cardiaca sotto i ferri. Un attimo prima di morire, i due, in una sorta di scambio telepatico, immagineranno di vivere ognuno la vita dell'altro.

## Produzione
Il film è girato in gran parte ad Annonay, nell'Ardèche.

## Riconoscimenti
- Premi Lumière 2003: miglior attore (Jean Rochefort)